# Dolo (rivière)
Pour les articles homonymes, voir Dolo (homonymie).
Le Dolo est un ruisseau français du département des Deux-Sèvres, en région Nouvelle-Aquitaine, et un affluent droit de l'Argenton, et donc sous-affluent de la Loire, par le Thouet.
Il a donné son nom à une usine agroalimentaire (Société de conserves « Le Dolo ») implantée à Bressuire en mars 1942 et produisant le corned-beef qui a lui-même donné son surnom aux élèves de l'EMIA.

## Géographie
De 24,5 km de longueur, le Dolo reçoit notamment les eaux du Ton et baigne Bressuire dont le château est construit sur un épieu rocheux de sa rive droite.

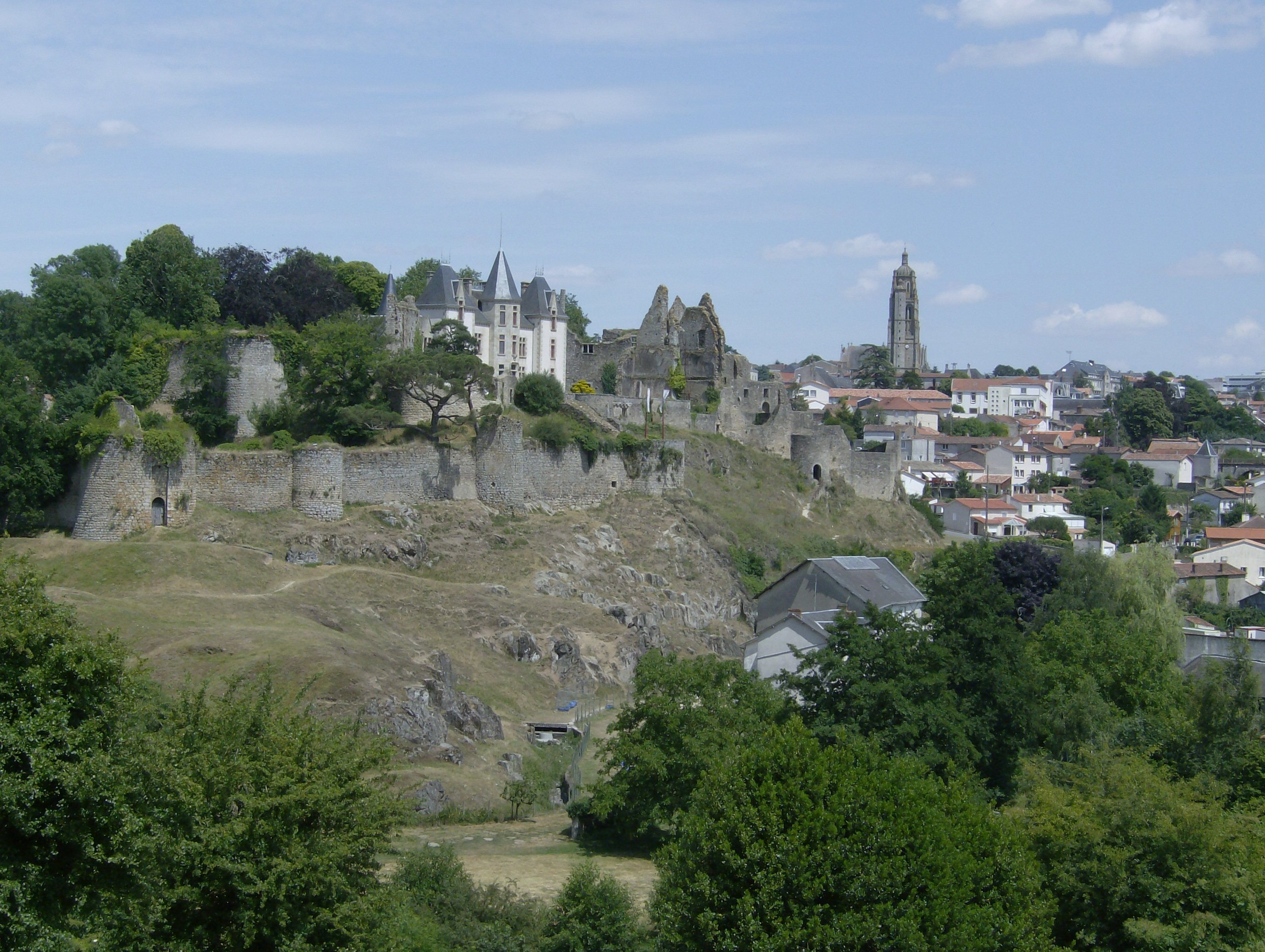
La colline et le château de Bressuire.

Le Dolo prend source sur la commune de Bressuire, au lieu-dit la Massotière, à 205 mètres d'altitude.
Le Dolo conflue en rive droite de l'Argenton sur l'ancienne commune de La Coudre, maintenant Argentonnay à 90 mètres d'altitude, entre les deux lieux-dits la Chapelle Saint-Ouen et le Petit Grenouillon après avoir traversé en dernier le lieu-dit D’Holleau. En rejoignant l’Argent, il ajoute le nom du Ton pour former l’Argenton.

### Communes et cantons traversées
Dans le seul département des Deux-Sèvres, le Dolo traverse les quatre communes, suivantes, dans le sens amont vers aval, de Bressuire (source), Saint-Aubin-du-Plain, (Voultegon), Voulmentin, Argentonnay (confluence).
Soit en termes de cantons, le Dolo prend source dans le canton de Bressuire, et conflue dans le canton de Mauléon, le tout dans l'arrondissement de Bressuire.

### Bassin versant
Le Dolo traverse une seule zone hydrographique « Le Dolo et ses affluents » (L831).

### Organisme gestionnaire
L'organisme gestionnaire est le SMVT ou Syndicat mixte de la vallée du Thouet. Un SAGE du Thouet est en cours de constitution pour 2021.

## Affluents
Le Dolo a quatorze tronçons affluents référencés. Ses quatre principaux affluents de plus de quatre kilomètres de longueur et de rang de Strahler supérieur à deux sont :
- le Bouillon (rg[note 2]), 9 km avec un affluent et de rang de Strahler trois sur la seule commune de Bressuire :
  - le ruisseau du Cout 3 km
- le ruisseau le Ton (rd), 7 km avec un affluent et de rang de Strahler deux sur la seule commune de Bressuire :
  - l'Étang de Pont Chouette 4 km;
- le Vrillé (rg), 5 km avec un affluent et de rang de Strahler deux sur les deux communes de Bressuire (source et confluence) et Voulmentin.
- le ruisseau de Clazay (rd), 5 km avec deux affluents et de rang de Strahler trois sur la seule commune de Bressuire.

Les autres affluents de rang de Strahler un (sans affluent) et nommé au SANDRE sont :
- l'Epinais (rg), 4 km sur la seule commune de Voulmentin.
- le Bras de Mer (rd), 4 km sur la seule commune de Bressuire.
- le ruisseau la Rainaudière (rd), 2 km sur les deux communes de Bressuire (source et confluence) et Saint-Aubin-du-Plain.
- le ruisseau de L'archeneau (rg), 1 km sur la seule commune de Bressuire.

### Rang de Strahler
Donc le rang de Strahler du Dolo est de quatre par le Bouillon ou le ruisseau de Clazay.

## Hydrologie
Son régime hydrologique est dit pluvial océanique.

## Aménagements et écologie

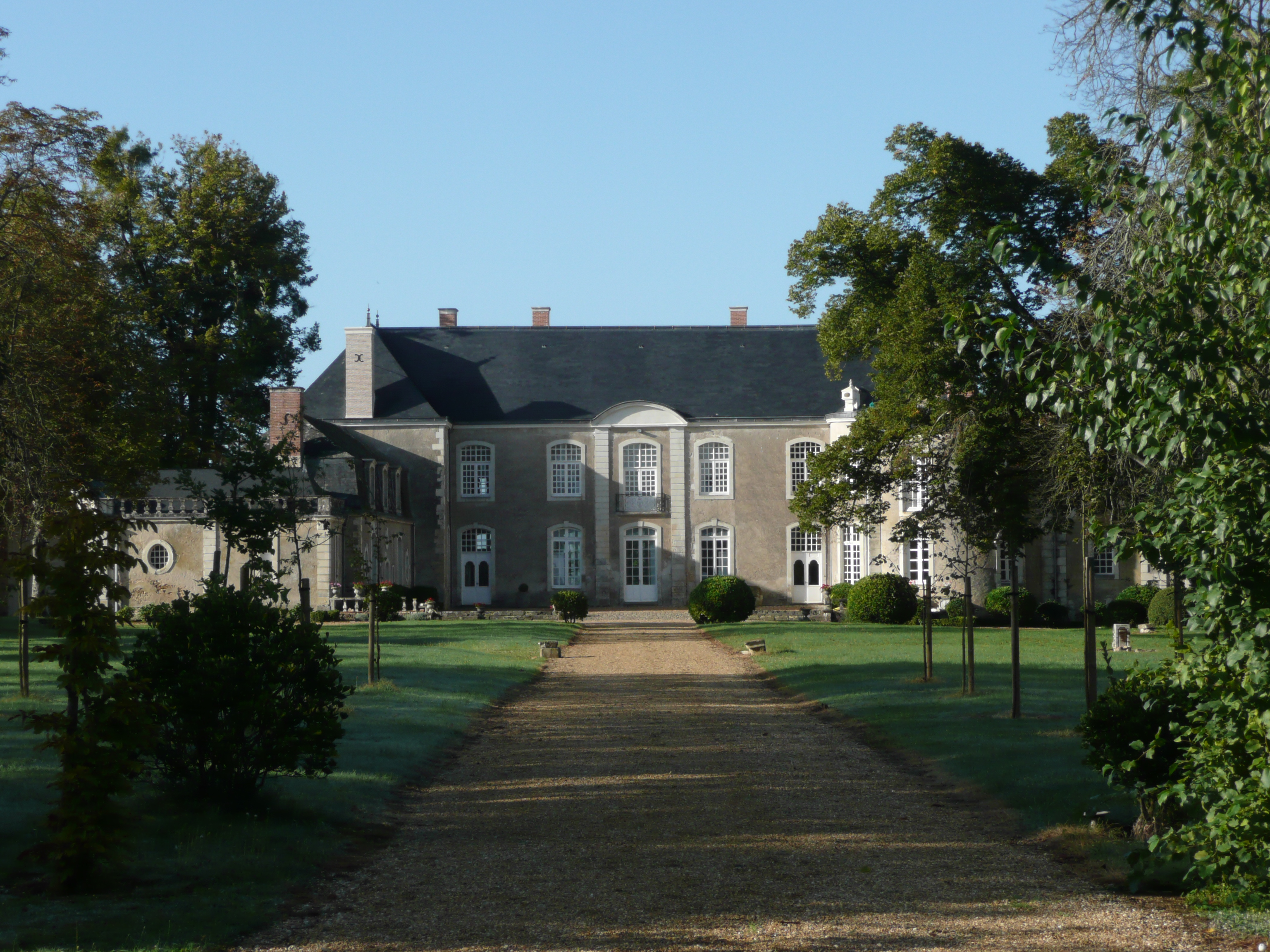
Le château de la Roche-Jacquelin.

Sur le cours du Dolo, on rencontre les lieux-dits le Moulin de Moriette, la station d'épuration de Bressuire près de Belle Feuille, l'ancien moulin de la Barrère, la Basse Touchegond, la Tavadière, l'Ordonnière, le Sablon, le château de la Roche-Jacquelin, le Chiron, le Clouseau, le pont Grolleau, le moulin de la Grève.